# Argelia (Antioquia)
Argelia es un municipio de Colombia, localizado en la subregión Oriente del departamento de Antioquia. Limita por el norte y el oeste con el municipio de Sonsón, y por el sur con los municipios de Nariño y  Samaná. Su cabecera dista de 146 kilómetros de la ciudad de Medellín, capital del departamento de Antioquia. Tiene una extensión de 257 kilómetros cuadrados.

## Historia
El pueblo fue fundado en el año de 1867 por don Gregorio Gutiérrez González, hombre muy famoso en las letras paisas, y fue erigido municipio sólo hasta el día 15 de diciembre del año 1960. Al distrito se le tiene como apelativo “Parcela Inmortal de Antioquia”.
Gregorio Gutiérrez González, gran aventurero, descubrió lo que hoy por hoy se conoce como Argelia; don Gregorio, en su afán de huir de las persecuciones de la guerra de los Mil Días, se asentó con sus costumbres en este lugar y desde aquí dio a conocer todo aquello que para él era muy importante en la región; con sus costumbres y letras dejó una huella imborrable en este municipio, en toda Colombia, y en las letras universales hispano-hablantes.

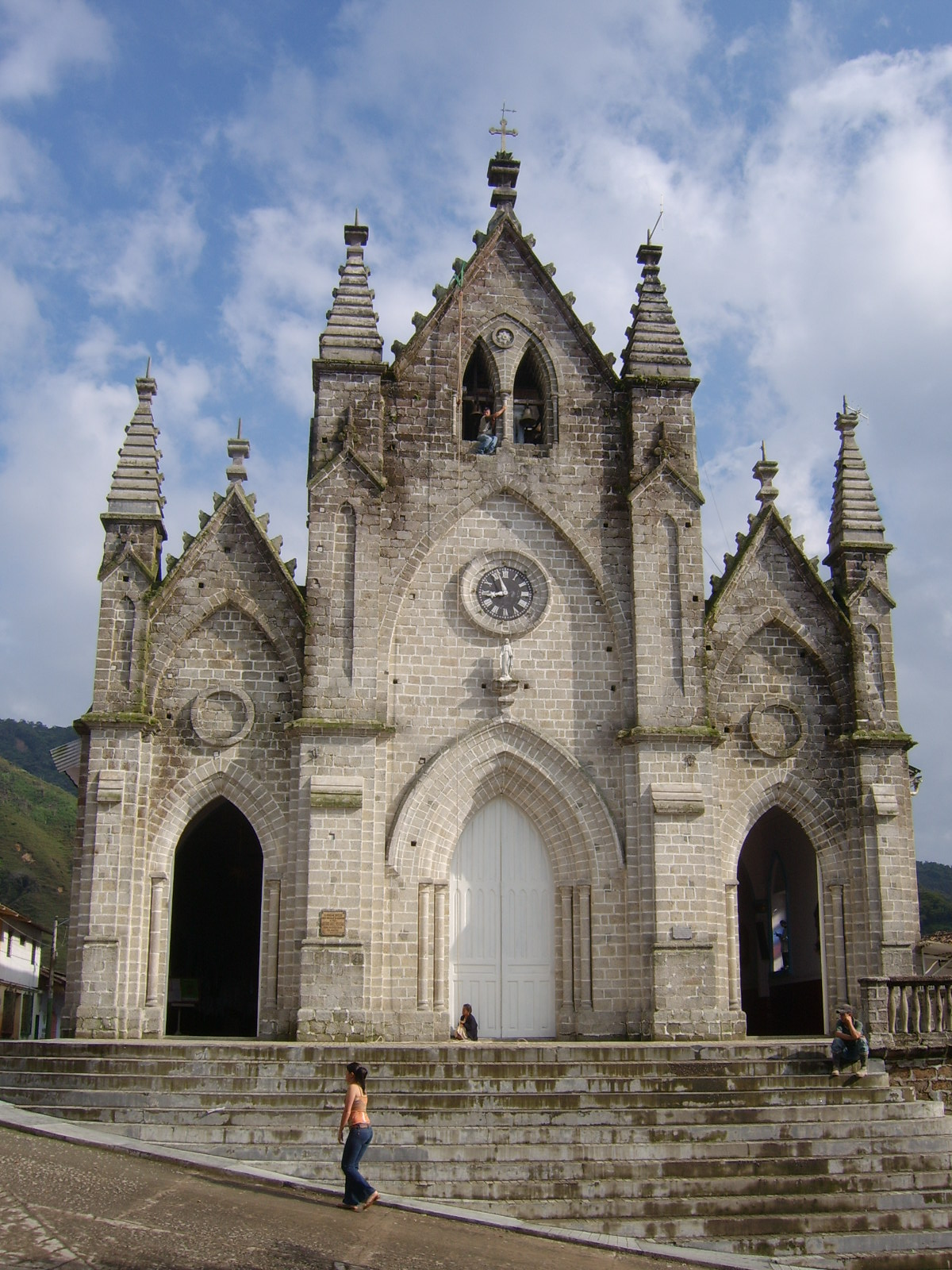
Iglesia de San Julián.

Hoy día, la comunidad argelina constituye un grupo de la cultura paisa sin mayores estridencias. Por ejemplo, el lugar que más identifica a los vecinos de este distrito es su iglesia principal.
Las carreras de mulas y las riñas de gallos forman parte de las diversiones tradicionales de la localidad, actividades que se practican desde antes de la década de los cincuenta del siglo XX.
Con una geografía quebrada y verdes paisajes, este es un tradicional pueblo antioqueño. El vuelo en el teleférico de El Zancudo, a más de 60 metros de altura, es un recorrido que nadie se debería perder. Entre sus mayores riquezas se enumeran las aguas, corrientes que forman piscinas y balnearios naturales como las de las quebradas Villeta y San Julián, de gran belleza natural.
Sentarse en el atrio de su iglesia, a contemplar su hermoso y tranquilo parque, con sus altos árboles es una actividad apetecida por sus habitantes.
Así mismo es tradicional su Fiesta de La Mula, en la segunda semana de junio, donde se rescata la tradición campesina y montañera, fundadora de pueblos.

## Generalidades
- Fundación: el 9 de marzo de 1867
- Erección en municipio: 1961

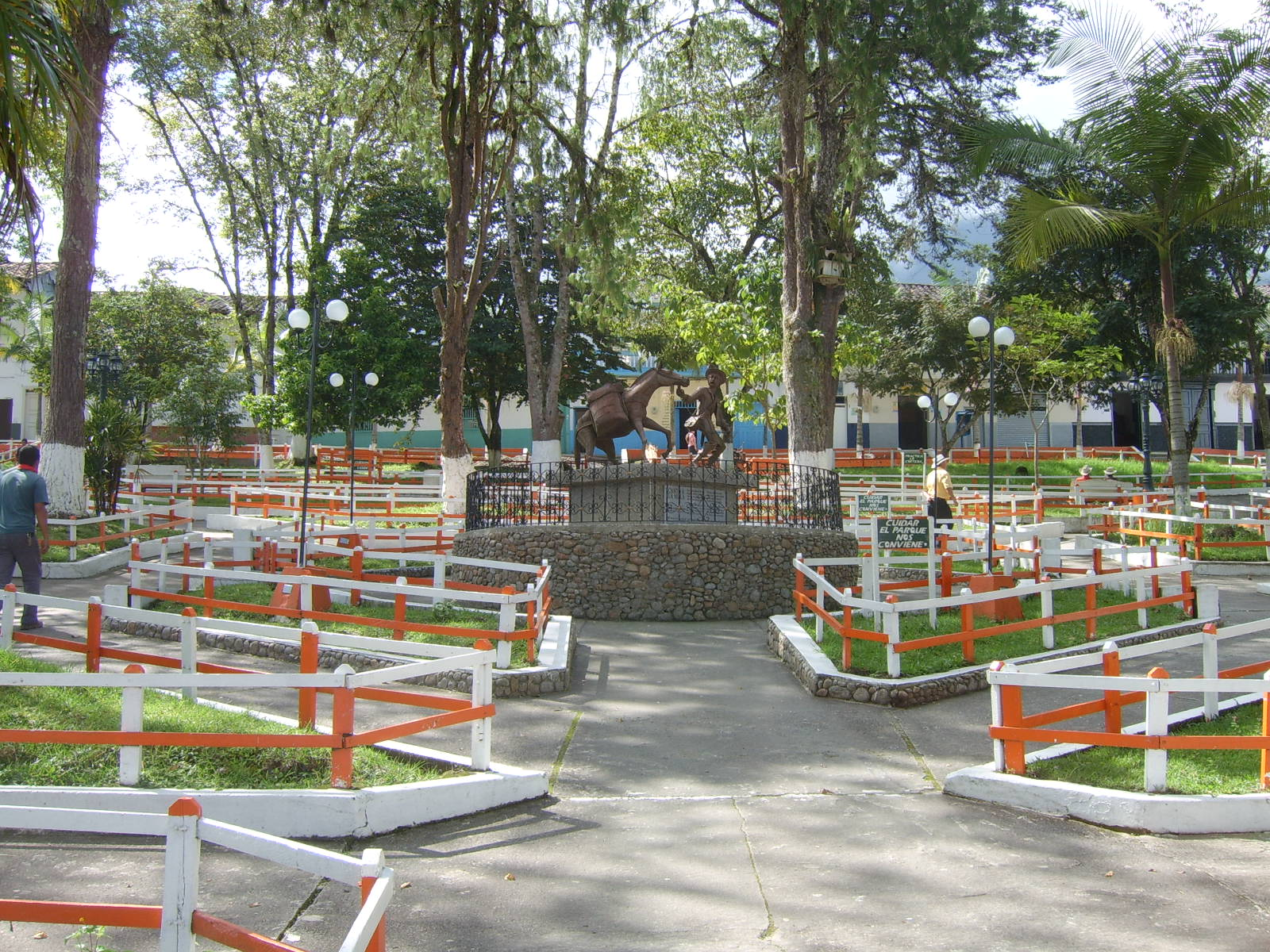
Parque Principal.

- Fundador: Gregorio Gutiérrez González
- Apelativo: Parcela inmortal de Antioquia.

1. Porqué recibió este nombre: En honor al poeta Tomás Carrasquilla, reconocido escritor antioqueño del siglo XX.

Qué otros nombres ha tenido: San Julián, Argelia.
Al municipio lo componen 49 veredas, entre otras El Rosario, El Zancudo, Villeta-Florida, El Plan, La Quiebra, La Mina y Guaimaral.
Antiguamente, Argelia se llamó San Julián. 

## Demografía
Población Total: 7 689 hab. (2018)
- Población Urbana: 3 412
- Población Rural: 4 277

Alfabetismo: 90% (2018)
- Mujeres: 92%
- Hombres: 88%

### Etnografía
Según las cifras presentadas por el DANE del censo 2005, la composición etnográfica del municipio es:
- Mestizos & Blancos (99,8%)
- Afrocolombianos (0,2%)

## Vías de comunicación
El municipio posee una vía pavimentada que lo comunica directamente con los municipios de Nariño y Sonsón

### Distancias
| Ciudades | Distancia (km) |
| -------- | -------------- |
| Sonsón   | 33 km          |
| Nariño   | 38 km          |
| La Unión | 87 km          |
| La Ceja  | 101 km         |
| Rionegro | 116 km         |
| Medellín | 149 km         |
| Bogotá   | 493 km         |

## Economía
Su economía, en cuanto a agricultura, está basada en el café, la caña y el cacao.
También es importante en esta economía la ganadería vacuna, y el distrito es por igual industrial y minero. Posee también vocación turística.
Sus artesanías son muy típicas e incluyen Jíqueras de Cabuya, Chunas de Guasca, Esteras, Canastos de Bejuco y artículos de Crochet.

## Fiestas
- Semana Santa en vivo, sin día fijo en marzo o abril
- Fiestas de la Mula, una celebración bianual realizada en el mes de junio y que incluye bandas de música, actos litúrgicos, juegos pirotécnicos, concursos de mulas en los que se premia a la más bonita, al igual que al peor “carrango” y al arriero mejor ataviado
- Fiestas de la Virgen del Carmen, 16 de julio
- Fiestas de San Isidro en el mes de octubre
- Fiestas patronales de San Julián los 28 de enero.

## Gastronomía
Bandeja paisa, arepas, mazamorra y tamales. También cachama y tilapia fresca de las estaciones piscícolas.

## Sitios de interés
- Parque Principal
- Iglesia parroquial de San Julián
- Centro de Historia
- Teleférico
- Páramo de Argelia